# 何若愚
何若愚，金代中期人，或称元代人，生卒年不详，生平事迹史无记载。
金人阎明广称：“近有南唐何公，务法上古，攥《指微论》三卷……近于贞元癸酉间,收何公所作《指微针赋》一道。”贞元乃金海陵王年号，癸酉即贞元元年，当南宋绍兴23年(1153年)，故清代张金吾说他是“金中世人”，这是比较可信的。
也有人称“南唐何公”之“南唐”指时代，但考察何若愚所作的《流注指微赋》，赋中引用了范九思、王纂等医家治病的故事。范九思为北宋嘉祐（1056~1063年）中人，故“南唐”并不是指南唐后主李煜的时代（961~975年），而是指地方，可能是指河北的行唐县。
何若愚先写有《流注指微论》三卷(已佚)，后将其改写成《流注指微赋》，完成时间不晚于1153年，即阎明广收录该文并撰注《子午流注针经》的时间。他的针灸学术思想，发扬了《内经》、《难经》中有关气血流注，按时盛衰等理论，结合当时盛行的干支和象数，创立了“子午流注”针法。
阎明广为《流注指微赋》注释，载于《子午流注针经》中。